# 圣利耶
圣利耶（法語：Saint-Lyé，法語發音：[sɛ̃ lje]）是法国奥布省的一个市镇，位于该省中部，省会特鲁瓦市区以北，属于特鲁瓦区。

## 地理
圣利耶（48°21'49"N, 4°0'5"E）面积32.7 平方千米，位于法国大東部大區奥布省。塞纳河自东南向西北流经境内东北部。
与圣利耶接壤的市镇（或旧市镇、城区）包括：巴尔伯雷-圣叙尔皮斯、马塞、梅尔热、蒙格、勒帕维永圣朱莉、潘镇、塞纳河畔圣伯努瓦、圣莫尔。
圣利耶的时区为UTC+01:00、UTC+02:00（夏令时）。

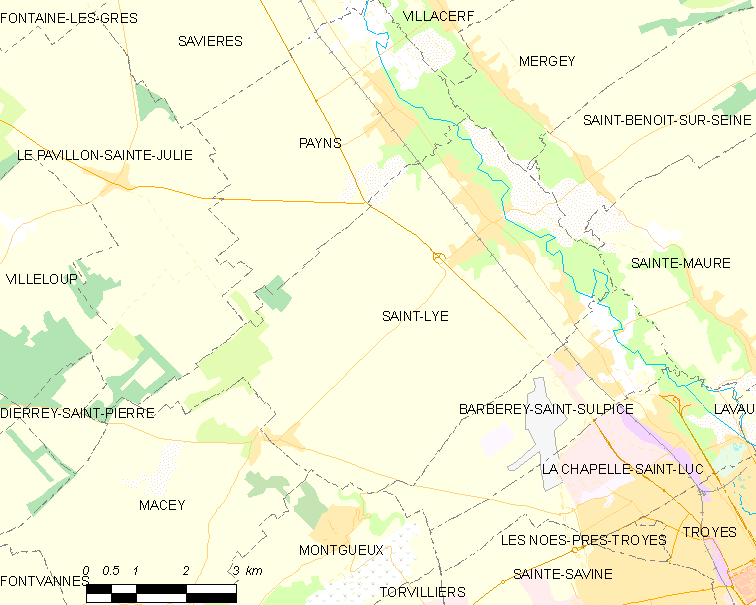
圣利耶的OSM定位图

## 行政
圣利耶的邮政编码为10180，INSEE市镇编码为10349。

## 政治
圣利耶所属的省级选区为圣利耶县。

## 交通
奥布省省道D15线、D20线、D60线和D619线经过境内。

## 人口

1962-2008年间圣利耶人口变化图示

圣利耶于2022年1月1日时的人口数量为2867人。